# La Sabana (Guanajuato)
La Sabana es una localidad del estado mexicano de Guanajuato. Es parte del municipio de Dolores Hidalgo.

## Demografía
| Gráfica de evolución demográfica |
|                                  |

| Censo | Población |
| ----- | --------- |
| 1900  | 129       |
| 1910  | 79        |
| 1921  | 148       |
| 1930  | 248       |
| 1940  | 114       |
| 1950  | 229       |
| 1960  | 265       |
| 1970  | 313       |
| 1980  | 509       |
| 1990  | 665       |
| 2000  | 842       |
| 2010  | 1 037     |
| 2020  | 1 241     |